# کفر دونین
کفر دونین (به عربی: كفر دونين) یک منطقهٔ مسکونی در لبنان است که در شهرستان بنت جبیل واقع شده‌است.
 کفر دونین   ۵۸۰ متر بالاتر از سطح دریا واقع شده‌است.